# 영도 (영화)
"영도"는 2015년에 개봉한 대한민국의 영화이다.

## 캐스팅
- 태인호 : 영도 역
- 김근수 : 꽁 역
- 이상희 : 미란 역
- 이재현 : 낯선아이 역
- 이필임 : 할머니 역
- 이민우 : 일도 역
- 이민영 : 해실 역
- 박은홍 : 해실 동거남 역
- 김동현 : 어린 영도 역
- 오승환 : 어린 일도 역
- 정연현 : 어린 낯선아이 역
- 이동욱 : 보도사장 만수 역
- 서정희 : 투신 여고생 역
- 양지웅 : 투신 여고생 부 역
- 이형원 : 일진 역
- 이재석 : 보호 관찰사 역
- 조윤정 : 법원 서기 역
- 차승호 : 바지선 노동자 역
- 존 바이 : 외국인 노동자 역
- 박훈영 : 산업사 노동자 역
- 주혜자 : 식당 노동자 역
- 김태준 : 소년 죄수들 역
- 김민규 : 경찰 역
- 홍경준 : 사채 이사 역 (특별출연)
- 조영진 : 판사 역 (특별출연)

## 수상
- 2016년 제25회 부일영화상 신인남자연기상 - 태인호